# Silvio Zanon
Silvio Zanon (Villafranca di Verona, 25 aprile 1944) è un ex calciatore italiano, di ruolo centrocampista.

## Carriera
Mezzala di buon valore, durante la sua carriera ha giocato 262 gare con 10 gol realizzati in Serie B con le maglie di Catania, Reggiana e Modena. In Serie C vanta 144 presenze e 10 gol con Cremonese, Anconitana, Reggiana, Modena e Bolzano.

## Palmarès

### Club

#### Competizioni nazionali
- Serie C: 2

Reggiana: 1970-1971
Modena: 1974-1975